# Али паша Гусински
Али паша Гусински (известен също като Али паша Шабанагич) е османски паша на Гусине през 19 век.
Произхожда от преселници от Шкодра, и е единствено дете в семейството. Смята се, че етническят му произход е албански.
Завършва военно училище в Цариград, получава висок чин, след което се завръща в родината си. Около 1852 година Али паша е удостоен със званието Каймакам на ключовия район около Гусине, през който в Мурино се срещат пътищата от Шкодра и Печ (Косово) (през Чакор) за Андриевица на Васоевичите и въобще за горното Полимие и Санджака. През февруари 1854 година около Андриевица османската войска на Али паша се сблъсква с черногорските бунтовници, водени от черногорския сердар Йоле Пилетич от Пиперите (от Бърдата).
През 1855 година, в присъствието на Шкодренския паша, Али паша подписва с представители на клана Васоевичи пакт за ненападение.
След редица успехи в района на черногорските бунтовници, Али паша сформира през 1862 година т.нар. Лимски корпус за борба със сърбите в района. В Лимския корпус влиза много башибозук от околностите на Шкодра, Косово, Метохия, Рожайе, Нови Пазар и Биело поле. Черногорските въстаници побеждават в 2 сражения башибозука на Али паша, обаче контрамерките са жестоки – изгорени са и разграбени много села, населени със сърби. 
По силата на решенията на Берлинския конгрес от 1878 г., Плав и Гусине са предоставени на Княжество Черна гора, което е неприемливо за Али паша и неговите привърженици, поради и което се противопоставя и не позволява на черногорската армия да влезе в тази зона. На два пъти воюва против черногорските сили - при Новшичи през декември 1879 г. и между Мурино и Плав на 8 януари 1880 г.
Али паша е един от инициаторите, основатели и виден член на Призренската лига. През 1881 година е назначен за санджакбей на новооснования Печки санджак.
Али паша Гусински е убит през 1888 г. на входа на Руговската клисура, в близост до Печка патриаршия. Убийството е дело на наемника Махмуд Рамин Руговац, и е свързано с дейността му по отношение на окупираната от Австро-Унгария по това време - Босна и Херцеговина. Като поръчител на убийството се счита сръбския политик по това време - Васо Пелагич, родом от село Горни Жабар в Босна. Съществува версия и че убийството на Али паша е платено от Хаджи Зека, основател на Печката лига. Али паша Гусински е трайно навлязъл като епичен герой в народния фолклор на Климентите.